# La Porte du Limbreth
La Porte du Limbreth (titre original : The Limbreth Gate) est un roman de fantasy de l'écrivain américain Megan Lindholm, plus connue sous le nom de Robin Hobb, et publié aux États-Unis en 1984 et en France en 2005. Il est le troisième volume du cycle de Ki et Vandien.

## Résumé
Yoleth, une ventchanteuse avide de pouvoir, arrive à recréer une porte dimensionnelle ouvrant un passage vers le monde du Limbreth. Elle parvient également à y exiler Ki, obtenant en échange une gemme de pouvoir. Vandien va peu à peu réussir à suivre les traces de Ki pour tenter de la ramener, tâche au cours de laquelle il sera aidé de la ventchanteuse Rebeke.